# Adiudykacja (tryb rozwiązywania sporów)
Adiudykacja – tryb sądowy rozstrzygania sporów. Polega on na wszczęciu i prowadzeniu postępowania przed organem państwowym, jaki został powołany specjalnie w celu rozstrzygania sporów i jaki ma się cechować niezależnością od innych organów państwowych i którego członkowie mają się odznaczać niezawisłością w sensie bycia wolnymi od wszelkich nacisków zewnętrznych i niezwracania się do nikogo o instrukcje (wytyczne), jak mają postępować, oraz odmawiania otrzymywania takich instrukcji (wytycznych).

## Zalety i wady adiudykacji
Postępowanie przed sądem państwowym (adiudykacja) jest na ogół:
- kosztowne,
- długotrwałe – potrafi trwać kilka, a w skrajnych przypadkach nawet kilkanaście lat,
- bardzo formalne – odbywa się według ściśle określonych reguł, a błąd czysto formalny/proceduralny może zdecydować o przegraniu sprawy, jaka od strony merytorycznej była do wygrania.
- jedna ze stron jest niemalże z definicji niezadowolona ze sposobu, w jaki spór został rozstrzygnięty (z wyjątkiem tzw. postępowań nieprocesowych, w jakich można pogodzić lub zaspokoić interesy wszystkich uczestników postępowania sądowego, którzy zresztą niekoniecznie są tu ze sobą skonfliktowani)[2].

Zaletą adiudykacji jest częsta wiara stron w to, że rozstrzygniecie istniejącego między nimi sporu pozostaje/odbyło się w zgodzie z obowiązującym prawem lub nawet że z tego prawa w sposób nieuchronny wynika. Zaleta ta jest jednak niweczona, ilekroć o wygraniu sporu przez jedną ze stron przesądzi uchybienie o charakterze czysto formalnym/proceduralnym popełnione – z braku wiedzy o prawie procesowym lub przez nieuwagę – przez drugą stronę lub jej pełnomocnika procesowego.